# Косенівська сільська рада (Новоград-Волинський район)
Косенівська сільська рада — колишня адміністративно-територіальна одиниця та орган місцевого самоврядування у Ярунському (Піщівському) і Новоград-Волинському районах Волинської округи, Київської й Житомирської областей Української РСР та України з адміністративним центром у с. Косенів.

## Населені пункти
Сільській раді підпорядковані населені пункти:
- с. Косенів
- с. Крайня Деражня

## Населення
Кількість населення ради, станом на 1923 рік, становила 1 663 особи, кількість дворів — 344.
Станом на 5 грудня 2001 року, відповідно до перепису населення України, кількість мешканців сільської ради становила 781 особу.

## Склад ради
Рада складається з 14 депутатів та голови.

## Керівний склад сільської ради
| ПІБ                         | Основні відомості                                                         | Дата обрання | Дата звільнення |
| --------------------------- | ------------------------------------------------------------------------- | ------------ | --------------- |
| Басюк Олександр Леонтійович | Сільський голова, 1954 року народження, освіта, безпартійний              | 26.03.2006   | 31.10.2010      |
| Басюк Олександр Леонтійович | Сільський голова, 1954 року народження, освіта вища, член народної партії | 31.10.2010   | 27.05.2012      |
| Басок Людмила Валентинівна  | Сільський голова, 1961 року народження, освіта вища, позапартійна         | 27.05.2012   |                 |

Примітка: таблиця складена за даними джерела

## Історія
Створена 1923 року в складі сіл Косенів Жолобенської волості та Крайня Деражня Піщівської волості Новоград-Волинського повіту Волинської губернії. 27 жовтня 1926 року с. Крайня Деражня виділене в окрему, Крайньодеражнянську сільську раду.
Станом на 1 вересня 1946 року сільська рада входила до складу Ярунського району Житомирської області, на обліку в раді перебувало с. Косенів.
11 серпня 1954 року, відповідно до указу Президії Верховної ради Української РСР «Про укрупнення сільських рад по Житомирській області», до складу ради приєднано територію та с. Крайня Деражня ліквідованої Крайньодеражнянської сільської ради Ярунського району. 5 березня 1959 року, відповідно до рішення Житомирського облвиконкому № 161 «Про ліквідацію та зміну адміністративно-територіального поділу окремих рад області», сільську раду ліквідовано, територію та населені пункти передано до складу Токарівської сільської ради Новоград-Волинського району.
Відновлена 4 березня 1993 року, відповідно до рішення Житомирської обласної ради «Про внесення змін в адміністративно-територіальний устрій окремих районів», в складі сіл Косенів та Крайня Деражня Середньодеражнянської сільської ради Новоград-Волинського району Житомирської області.
Виключена з облікових даних у 2017 році. 7 серпня 2017 року територію та населені пункти ради включено до складу новоствореної Піщівської сільської територіальної громади Новоград-Волинського району Житомирської області.
Входила до складу Ярунського (Пищівського, 7.03.1923 р.) та Новоград-Волинського (6.04.1958 р., 4.03.1993 р.) районів.